# Roxie Collie Laybourne
Roxie Collie Simpson Laybourne (15. září 1910 Fayetteville – 7. srpna 2003 Manassas) byla americká ornitoložka, průkopnice studia forenzní ornitologie v Národním přírodovědné muzeu Smithsonova institutu.
Její forenzní techniky pro identifikaci ptáků po střetu s letadlem vedly ke zvýšení letové bezpečnosti.

## Životopis
Vyrostla ve Farmville v Severní Karolíně. Byla nejstarší z 15 dětí. Její otec byl automechanik a matka byla v domácnosti. Jako mladá dívka preferovala hraní baseballu nebo sledování otce při opravování motorů, před šitím či jinými „ženskými aktivitami ” běžnými pro ženy v tehdejší době. Celá její rodina měla zaujetí pro letadla a vlaky, proto i ona jako dítě vyráběla modely letadel a navrhovala vlastní letadla. Během studia na vysoké škole odešla z vyučování, aby viděla Amelii Earhart přistát na letišti Raleigh Airport. V roce 1932 získala bakalářský titul na Meredith College z matematiky a všeobecné vědy. Toužila jít na leteckou školu a stát se pilotkou, ale škola ji odmítla přijmout, protože byla žena. Když se nemohla stát pilotkou, rozhodla se věnovat své další zálibě – ornitologii.
Její kariéra začala v roce 1932, když začala pracovat v Přírodovědném muzeu státu Severní Karolína v taxidermickém a výstavním oddělení. Byla pravděpodobně první ženou, která pracovala pro přírodovědné muzeum v tomto oboru. Zkušenost z oboru ji přivedla k zájmu o přírodní vědy a studium botaniky z něhož získala magisterský titul na Univerzitě George Washingtona s prací o mechorostech v roce 1950.
V roce 1944 přijala dočasné umístění v Oddělení ptactva v Národním přírodovědné muzeu Smithsonova institutu, kde byla jednou z mála žen, zapojených do vědeckého výzkumu. Uvědomovala si, že její práce může být podrobena většímu zkoumání, než práce jejích mužských kolegů. Z toho důvodu přistupovala ke své práci velmi precizně a vytrvale, aby mohla být posuzována pouze na základně kvalitních výsledků. Pro Smithsonův institut pracovala 44 let. Jako forenzní ornitoložka pracovala v letech 1946–1988 v laboratoři pro savce a ptáky pro Správu Spojených států pro ryby a volně žijící živočichy. Ačkoli oficiálně odešla do důchodu v roce 1988, pokračovala v práci jako vědecká pracovnice Smithsonova institutu, až do své smrti v roce 2003. Jejím hlavním zaměření byl výzkum identifikace peří.
V roce 1960 se letadlo vzlétající z bostonského letiště Logan Airport zřítilo krátce po startu do moře. Ze 72 cestujících přežilo jen 10. Státní agentura FAA zahájila vyšetřování. Po zjištění, že se s letadlem srazilo hejno ptáků, právě ve chvíli, kdy opouštělo letištní plochu, byla Roxie požádána, aby se připojila k vyšetřování nehody. Po podrobné analýze peří nalezeného mezi troskami zjistila, že se jednalo o hejno špačků obecných, které poškodilo motory letadla a způsobilo ztrátu výkonu. Tato identifikace pomohla leteckým inženýrům navrhnout bezpečnější letadla a správcům letišť umožnila zvážit metody, jak ptáky odradit od letadel. Roxie také připravila základy pro vznik první laboratoře zaměřené výhradně na identifikaci ptáků. Využila pro to své schopnosti identifikovat nejen konkrétní druh ptáka, ale také podrobnosti týkající se čeledi a výskytu k vyřešení tisíců případů srážky ptáků a letadel. Tyto informace byly zásadní pro zlepšení bezpečnosti v rámci výroby leteckých motorů, při vývoji krytů vojenských stíhaček a při tvorbě plánů řízení vzletových a přistávacích drah. Její schopnosti v oblasti forenzní ornitologie pomohly ročně vyřešit přibližně 1 000 případů leteckých nehod souvisejících s ptáky.
Kromě svých zaměstnavatelů její odbornost pomáhala také Federální letecké správě, FBI, společnosti General Electric, Národnímu úřadu pro bezpečnost dopravy, společnosti Pratt & Whitney a Rolls-Royce. Napomohla při řešení případu vraždy, kdy byl jako tlumič pistole použit péřový polštář a napomohla i vyřešení případu žháře, který si při útěku z místa činu roztrhl péřovou bundu. Řešila také případy pytláctví. O své odborné znalosti se podělila se studenty v hodině o struktuře peří, kterou vedla na univerzitě George Mason University.

### Soukromí
Byla dvakrát vdaná. Z prvního manželství s Philem Simpsonem měla syna Clarence a z druhého manželství s Edgarem G. Laybournem, který byl taxidermistou ve Smithsonově institutu měla syna Roberta.
Roxie byla celoživotní nadšenkyní do sportovních aut. Když jí bylo 72 let, koupila si Datsun 280ZX, s nímž údajně „jezdila jako ďábel”.
Zemřela 7. srpna 2003 v Manassas ve Virginii ve věku 92 let.

## Ocenění
V roce 1966 jí Komise pro střety s ptáky Letectva Spojených států amerických udělila cenu za celoživotní dílo.